# Laurent Nsombi
Laurent Nsombi – kongijski piłkarz grający na pozycji obrońcy. W swojej karierze rozegrał 7 meczów w reprezentacji Konga.

## Kariera klubowa
W swojej karierze piłkarskiej Nsombi grał w klubie CSMD Diables Noirs.

## Kariera reprezentacyjna
W reprezentacji Konga Nsombi zadebiutował 15 stycznia 1992 w zremisowanym 0:0 grupowym meczu Pucharu Narodów Afryki 1992 z Wybrzeżem Kości Słoniowej, rozegranym w Ziguinchorze. Na tym turnieju zagrał również w grupowym meczu z Algierią (1:1) oraz ćwierćfinałowym z Ghaną (1:2). Od 1992 do 1995 roku wystąpił w kadrze narodowej 7 razy.